# Lista de municípios da Região Norte do Brasil por população
Esta é uma lista dos 100 municípios mais populosos da Região Norte do Brasil, de acordo com dados da Estimativa Populacional de 2024 realizado pelo Instituto Brasileiro de Geografia e Estatística (IBGE).

## Municípios

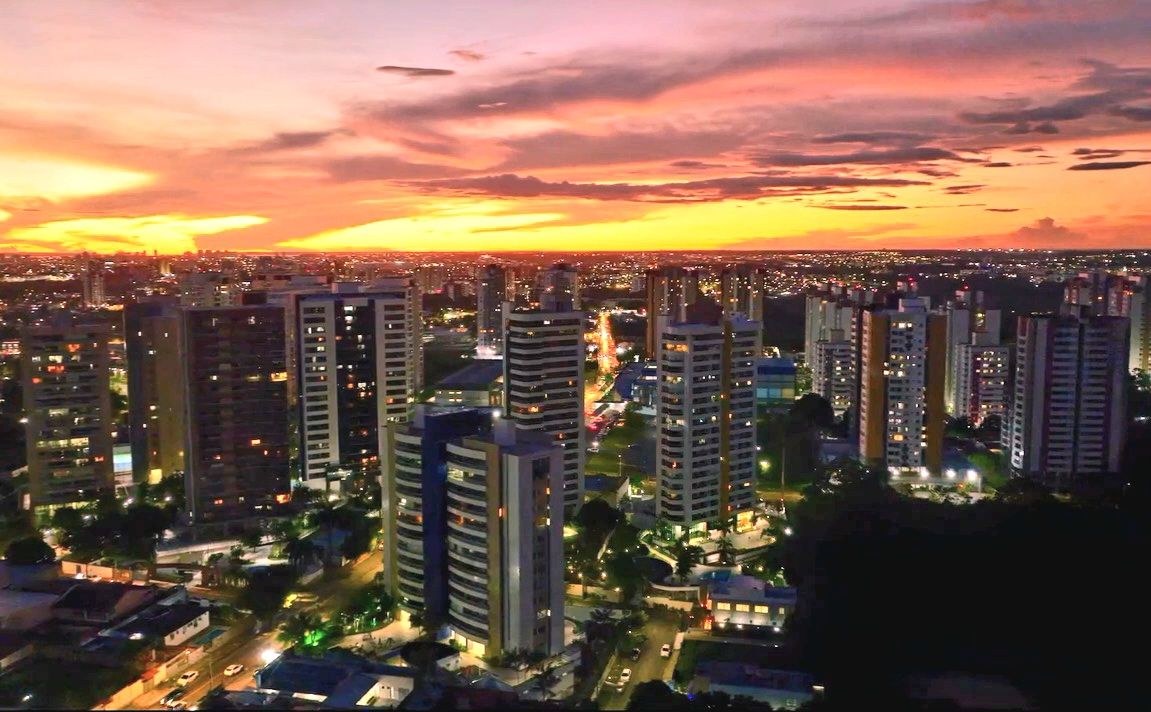
Manaus, capital do Amazonas, é a cidade mais populosa da Região Norte do Brasil e a sétima do país.

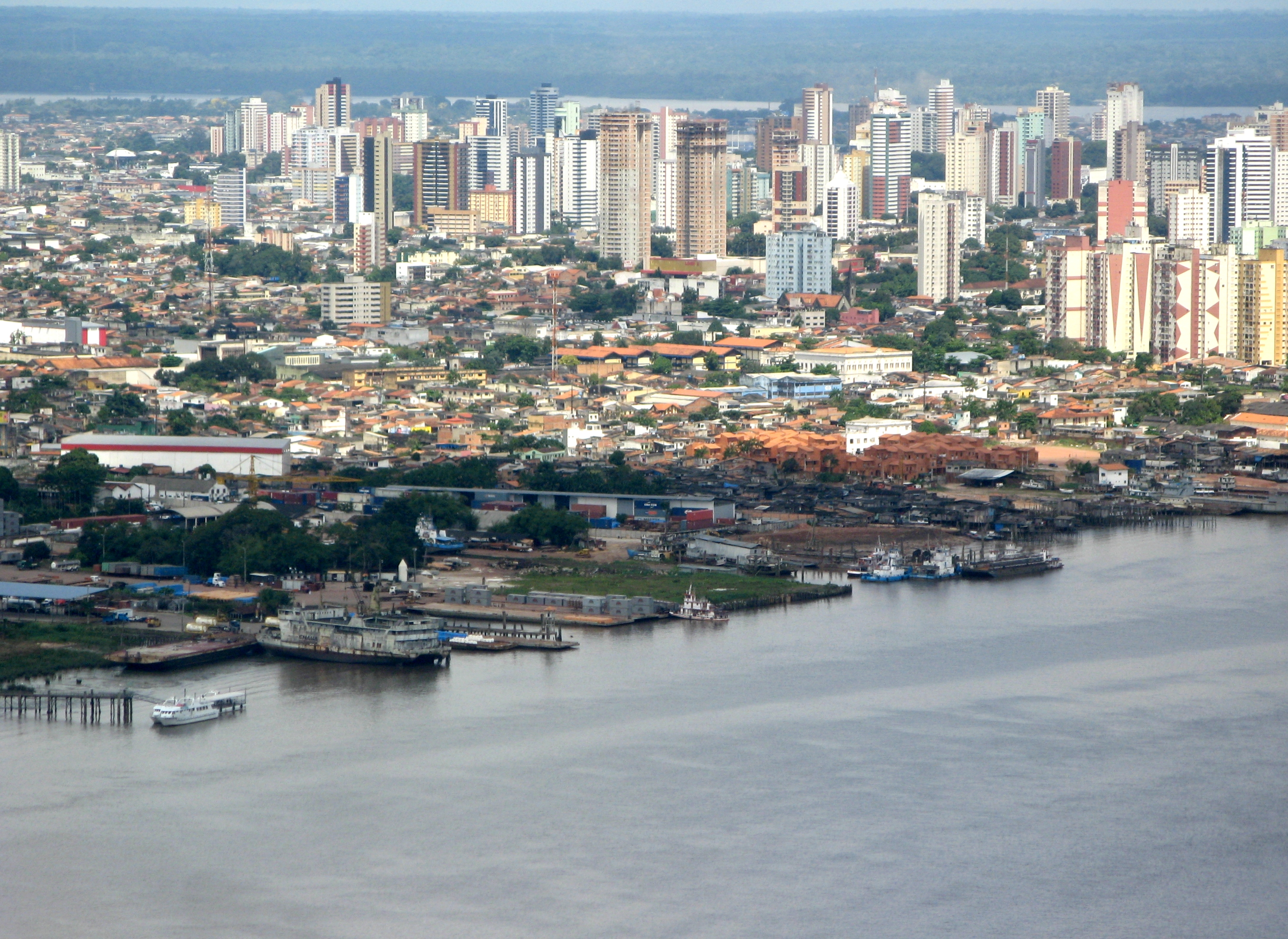
Belém, capital do Pará, é a segunda cidade mais populosa da Região Norte do Brasil e a décima primeira do país.

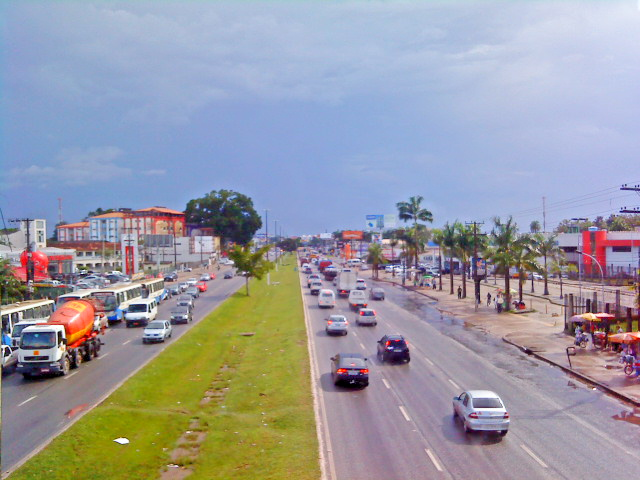
Ananindeua, no Pará, é a terceira cidade mais populosa da Região Norte do Brasil.

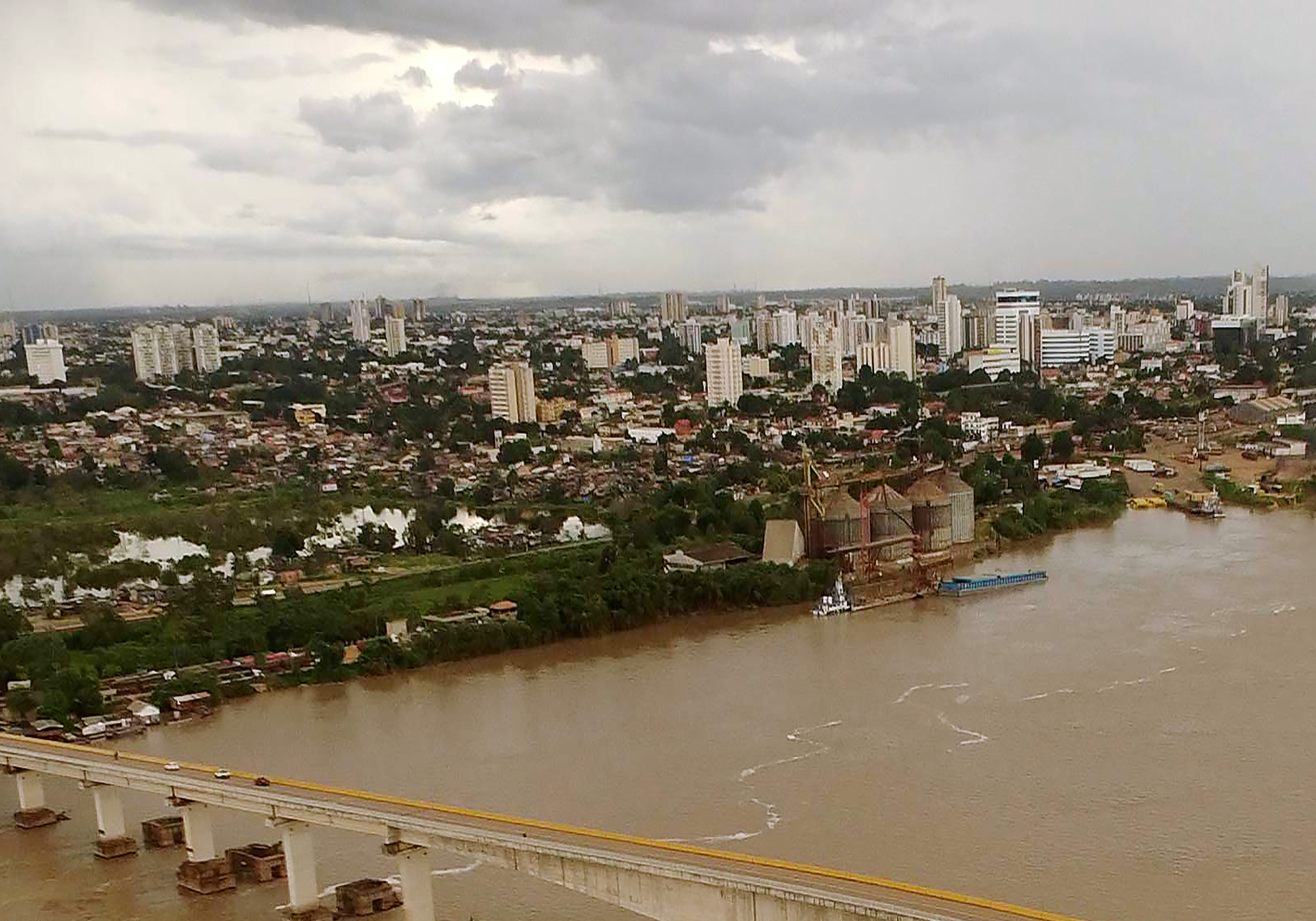
Porto Velho, capital de Rondônia, é a quarta cidade mais populosa da Região Norte do Brasil.

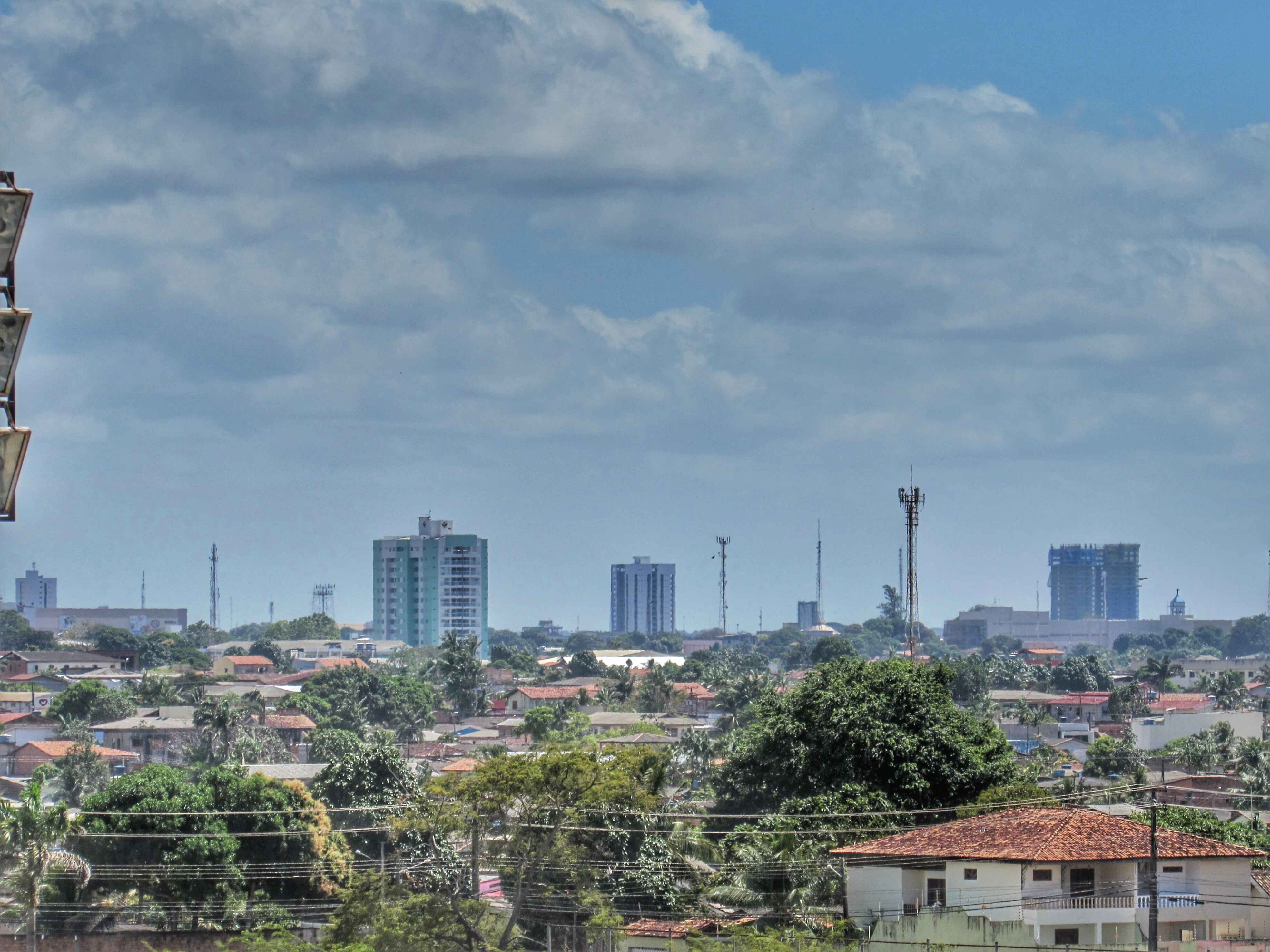
Macapá, capital do Amapá, é a quinta cidade mais populosa da Região Norte do Brasil.

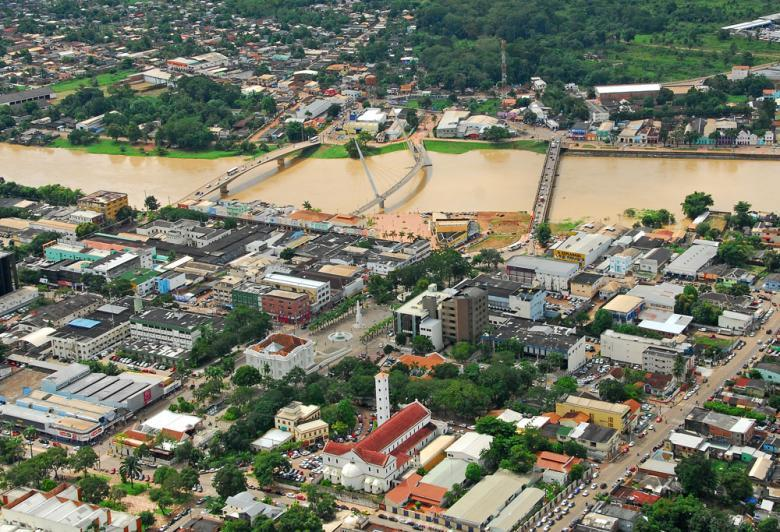
Rio Branco, capital do Acre, é a sétima cidade mais populosa da Região Norte do Brasil.

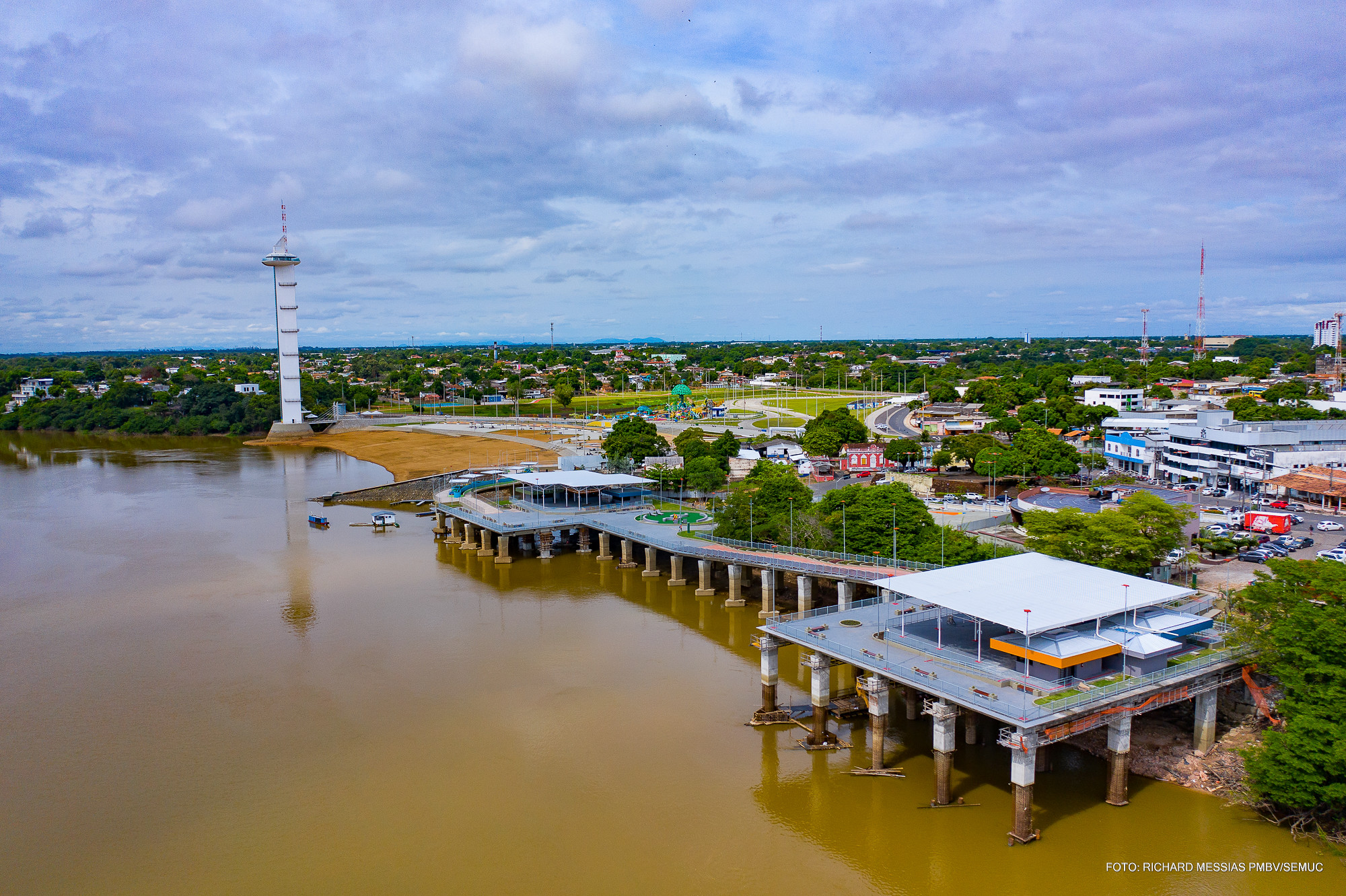
Boa Vista, capital de Roraima, é a sexta cidade mais populosa da Região Norte do Brasil.

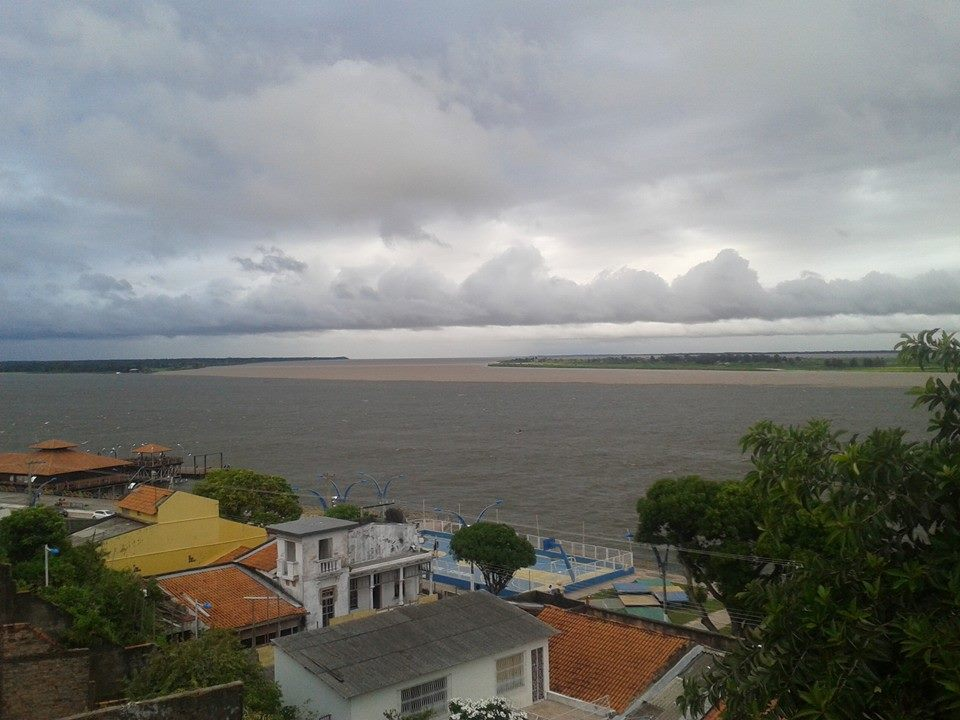
Santarém é a terceira cidade mais populosa do Pará e a oitava da Região Norte do Brasil.

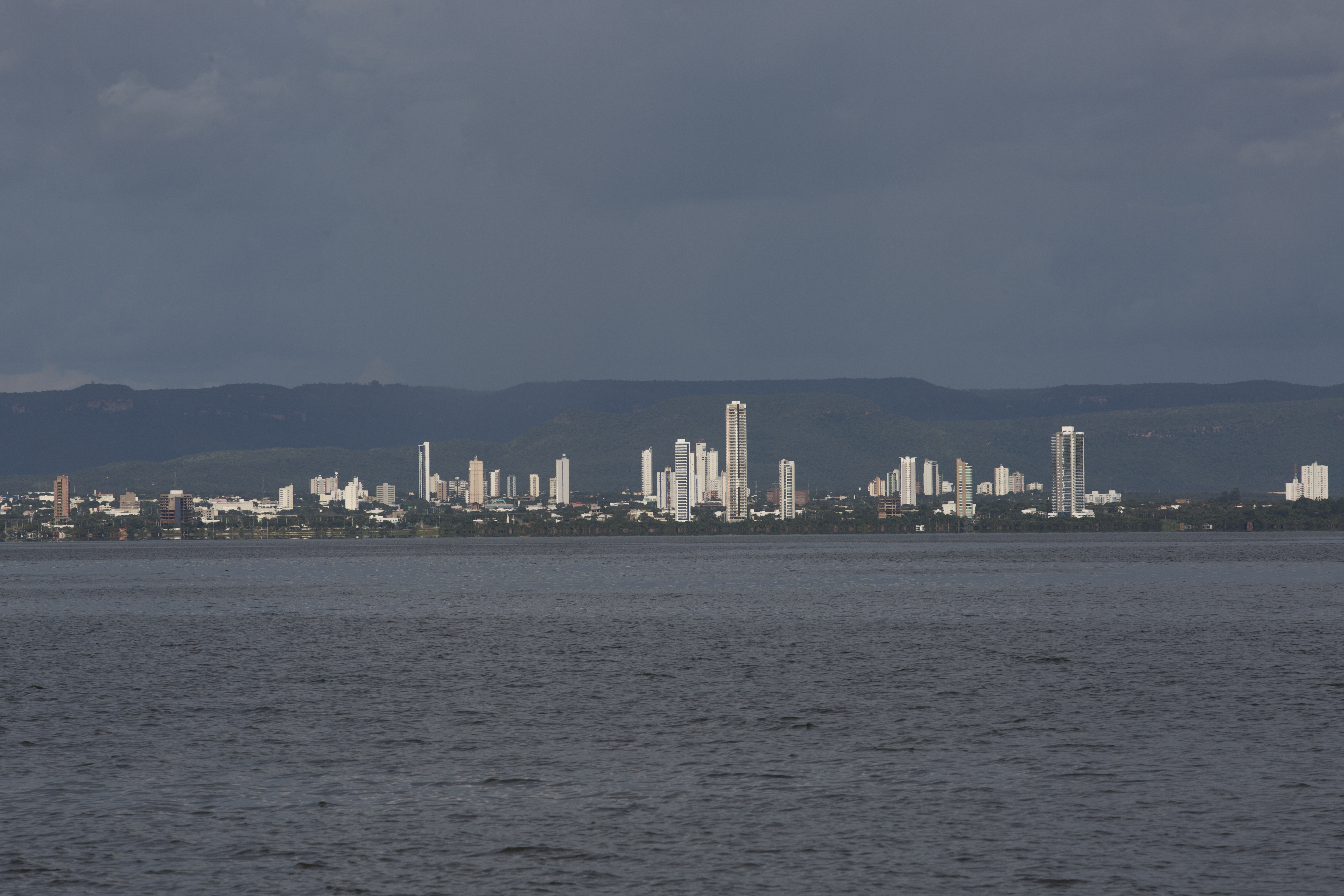
Palmas, capital do Tocantins, é a nona cidade mais populosa da Região Norte do Brasil.

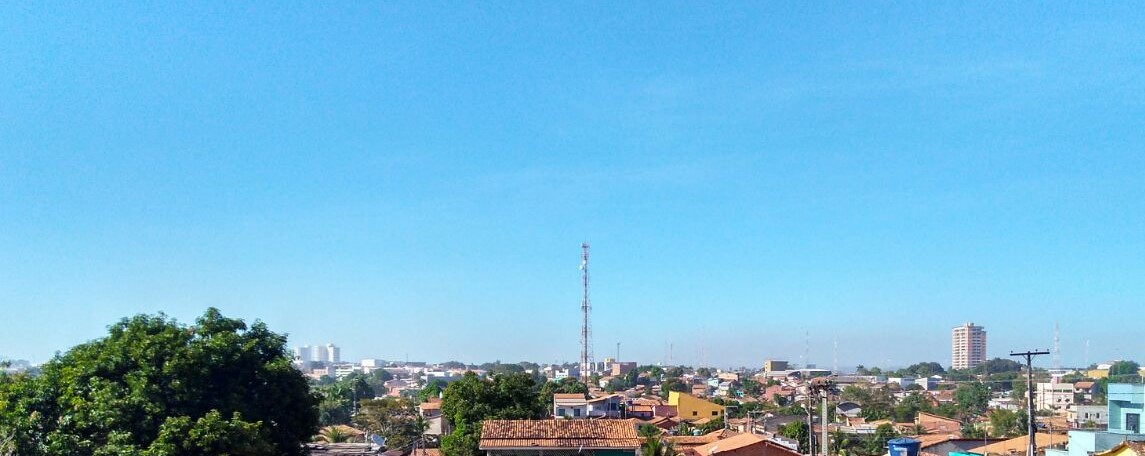
Marabá, é a quinta cidade mais populosa do Pará e a décima primeira da Região Norte do Brasil.

| #                            | Município                    | Estado                       | População (Estimativa 2024)  |
| Mais de 1.000.000 habitantes | Mais de 1.000.000 habitantes | Mais de 1.000.000 habitantes | Mais de 1.000.000 habitantes |
| ---------------------------- | ---------------------------- | ---------------------------- | ---------------------------- |
| 1                            | Manaus                       | Amazonas                     | 2 279 686                    |
| 2                            | Belém                        | Pará                         | 1 398 531                    |
| Mais de 200.000 habitantes   |                              |                              |                              |
| 3                            | Porto Velho                  | Rondônia                     | 514 873                      |
| 4                            | Ananindeua                   | Pará                         | 507 838                      |
| 5                            | Macapá                       | Amapá                        | 487 200                      |
| 6                            | Boa Vista                    | Roraima                      | 470 169                      |
| 7                            | Rio Branco                   | Acre                         | 387 852                      |
| 8                            | Santarém                     | Pará                         | 357 311                      |
| 9                            | Palmas                       | Tocantins                    | 323 625                      |
| 10                           | Parauapebas                  | Pará                         | 298 854                      |
| 11                           | Marabá                       | Pará                         | 288 513                      |
| 12                           | Castanhal                    | Pará                         | 207 603                      |
| Mais de 100.000 habitantes   |                              |                              |                              |
| 13                           | Araguaína                    | Tocantins                    | 181 494                      |
| 14                           | Abaetetuba                   | Pará                         | 170 999                      |
| 15                           | Cametá                       | Pará                         | 143 837                      |
| 16                           | Ji-Paraná                    | Rondônia                     | 139 359                      |
| 17                           | Barcarena                    | Pará                         | 137 331                      |
| 18                           | Altamira                     | Pará                         | 136 982                      |
| 19                           | Itaituba                     | Pará                         | 133 684                      |
| 20                           | Bragança                     | Pará                         | 131 679                      |
| 21                           | Marituba                     | Pará                         | 118 998                      |
| 22                           | Santana                      | Amapá                        | 118 353                      |
| 23                           | Breves                       | Pará                         | 115 061                      |
| 24                           | Paragominas                  | Pará                         | 112 843                      |
| 25                           | Itacoatiara                  | Amazonas                     | 112 520                      |
| 26                           | Manacapuru                   | Amazonas                     | 110 691                      |
| 27                           | Ariquemes                    | Rondônia                     | 108 573                      |
| 28                           | Vilhena                      | Rondônia                     | 108 528                      |
| 29                           | Parintins                    | Amazonas                     | 101 956                      |
| Mais de 50.000 habitantes    |                              |                              |                              |
| 30                           | Cruzeiro do Sul              | Acre                         | 98 382                       |
| 31                           | Cacoal                       | Rondônia                     | 97 637                       |
| 32                           | Tucuruí                      | Pará                         | 96 238                       |
| 33                           | Redenção                     | Pará                         | 91 947                       |
| 34                           | Moju                         | Pará                         | 90 795                       |
| 35                           | Gurupi                       | Tocantins                    | 89 574                       |
| 36                           | Canaã dos Carajás            | Pará                         | 86 826                       |
| 37                           | Tefé                         | Amazonas                     | 79 278                       |
| 38                           | Santa Izabel do Pará         | Pará                         | 78 317                       |
| 39                           | Tailândia                    | Pará                         | 75 526                       |
| 40                           | Alenquer                     | Pará                         | 74 836                       |
| 41                           | Capanema                     | Pará                         | 74 808                       |
| 42                           | Coari                        | Amazonas                     | 73 820                       |
| 43                           | Oriximiná                    | Pará                         | 72 460                       |
| 44                           | Tomé-Açu                     | Pará                         | 72 326                       |
| 45                           | Tabatinga                    | Amazonas                     | 72 283                       |
| 46                           | Igarapé-Miri                 | Pará                         | 68 955                       |
| 47                           | Porto Nacional               | Tocantins                    | 68 555                       |
| 48                           | Benevides                    | Pará                         | 68 191                       |
| 49                           | Iranduba                     | Amazonas                     | 67 114                       |
| 50                           | Portel                       | Pará                         | 66 898                       |
| 51                           | São Félix do Xingu           | Pará                         | 65 957                       |
| 52                           | Maués                        | Amazonas                     | 65 714                       |
| 53                           | Novo Repartimento            | Pará                         | 63 754                       |
| 54                           | Monte Alegre                 | Pará                         | 63 641                       |
| 55                           | Acará                        | Pará                         | 62 701                       |
| 56                           | Rolim de Moura               | Rondônia                     | 62 559                       |
| 57                           | Dom Eliseu                   | Pará                         | 62 322                       |
| 58                           | Humaitá                      | Amazonas                     | 62 312                       |
| 59                           | Viseu                        | Pará                         | 61 970                       |
| 60                           | Capitão Poço                 | Pará                         | 59 960                       |
| 61                           | Manicoré                     | Amazonas                     | 57 758                       |
| 62                           | Xinguara                     | Pará                         | 56 999                       |
| 63                           | Rondon do Pará               | Pará                         | 56 593                       |
| 64                           | São Gabriel da Cachoeira     | Amazonas                     | 56 406                       |
| 65                           | Baião                        | Pará                         | 55 949                       |
| 66                           | São Miguel do Guamá          | Pará                         | 55 798                       |
| 67                           | Jaru                         | Rondônia                     | 55 583                       |
| 68                           | Óbidos                       | Pará                         | 55 271                       |
| 69                           | Paraíso do Tocantins         | Tocantins                    | 55 164                       |
| 70                           | Juruti                       | Pará                         | 53 952                       |
| 71                           | Vigia                        | Pará                         | 53 806                       |
| 72                           | Itupiranga                   | Pará                         | 52 157                       |
| Mais de 37.048 habitantes    |                              |                              |                              |
| 73                           | Muaná                        | Pará                         | 48 955                       |
| 74                           | Lábrea                       | Amazonas                     | 48 927                       |
| 75                           | Salinópolis                  | Pará                         | 48 168                       |
| 76                           | Augusto Corrêa               | Pará                         | 47 596                       |
| 77                           | Breu Branco                  | Pará                         | 47 351                       |
| 78                           | Conceição do Araguaia        | Pará                         | 47 099                       |
| 79                           | Tarauacá                     | Acre                         | 46 517                       |
| 80                           | Uruará                       | Pará                         | 45 939                       |
| 81                           | Autazes                      | Amazonas                     | 45 328                       |
| 82                           | Curuçá                       | Pará                         | 44 413                       |
| 83                           | Sena Madureira               | Acre                         | 43 916                       |
| 84                           | Porto de Moz                 | Pará                         | 43 673                       |
| 85                           | Pacajá                       | Pará                         | 43 594                       |
| 86                           | Guajará-Mirim                | Rondônia                     | 43 553                       |
| 87                           | Tucumã                       | Pará                         | 42 480                       |
| 88                           | Boca do Acre                 | Amazonas                     | 40 509                       |
| 89                           | Afuá                         | Pará                         | 40 246                       |
| 90                           | Ulianópolis                  | Pará                         | 39 576                       |
| 91                           | Pimenta Bueno                | Rondônia                     | 39 053                       |
| 92                           | Ouro Preto do Oeste          | Rondônia                     | 38 681                       |
| 93                           | Jacundá                      | Pará                         | 38 391                       |
| 94                           | Prainha                      | Pará                         | 38 318                       |
| 95                           | Laranjal do Jari             | Amapá                        | 37 969                       |
| 96                           | Igarapé-Açu                  | Pará                         | 37 855                       |
| 97                           | Benjamin Constant            | Amazonas                     | 37 648                       |
| 98                           | Feijó                        | Acre                         | 37 644                       |
| 99                           | Rurópolis                    | Pará                         | 37 360                       |
| 100                          | Mãe do Rio                   | Pará                         | 37 048                       |

Dos 100 municípios mais populosos da Região Norte do Brasil, 60 deles estão no estado do Pará, que é também o mais populoso. O Amazonas vem em seguida, tendo 16 municípios entre os 100 mais populosos. Rondônia possui 10 municípios entre os mais populosos, seguido de Tocantins e Acre com 5, e Amapá, com 4 municípios. Roraima possui 1 único município na lista dos 100 mais populosos de sua região, que é sua própria capital, Boa Vista.  
| Posição | Estado    | Nº de Municípios |
| ------- | --------- | ---------------- |
| 1       | Pará      | 60               |
| 2       | Amazonas  | 16               |
| 3       | Rondônia  | 10               |
| 4       | Tocantins | 5                |
| 5       | Acre      | 5                |
| 6       | Amapá     | 3                |
| 7       | Roraima   | 1                |